# صورة شمسية
صورة شمسية هو مصطلح يعني صورة شخصية واضحة بخلفية بيضاء. وهو مصطلح سائد في العالم العربي، حيث يطلب من المتقدمين على الوظائف أو مراكز التعليم أو على مناحي الحياة الأخرى من احضار عدد معين من الصور الشمسية وذلك للحفظ والمقارنة.

## أصل المصطلح
لا يوجد مصدر يحدد من أين ولد هذ المصطلح، وعلى الأرجح من مجامع اللغة العربية.عند تفنيد مصطلح "Photography" ويعني «التصوير» بالإنكليزية والذي أتى من اللغة اليونانية وقسّم على شطرين "Photo" بمعنى الضوء و"Graphy" بمعنى الرسم، وهو بذلك يعني «الرسم الضوئي» ومن ثم عولجت الترجمة لتصبح «التصوير الضوئي».
عند بدء استخدام الصور الشخصية في السجلات الرسمية كان الناس يحضرون صوراً مختلفة الأحجام وفيها صورة كاملة للمتصور وبخلفيات قاتمة أو مؤثرة في الصورة، وكان هذا أبعد عن المطلوب من المرغوب.

## الأبعاد
تختلف مقاسات وأبعاد الصورة الشمسية من بلد إلى آخر، وذلك لتتناسب مع مقاسات الأوراق الرسمية لذلك البلد، مثل الهوية الشخصية وجواز السفر لذلك البلد. أبعاد الصورة الشمسية الأكثر عموماً:
- 1.4 * 1.8 إنشاً
- 3.5 * 4.5 سنتيمتراً

## الوصف
صورة واضحة للرأس مع أعلى الصدر في وسط الصورة، بخلفية بيضاء تماماً دون أي تغييرات في ملامح الوجه أو البشرة.
يقوم بعض المصورين بعمل خلفيات بلون واحد «كالرمادي مثلاً» أو لونين «كتلاشي الأسود إلى أبيض أو بالعكس» أو عدة ألوان «كفقاعات»، وهذا الأمر مقبول أحياناً من بعض طالبي الصور من دوائر حكومية أو مؤسسات.